# Tenomerga gaolingziensis
Tenomerga gaolingziensis is een keversoort uit de familie Cupedidae. De wetenschappelijke naam van de soort is voor het eerst geldig gepubliceerd in 2004 door Ge & Yang.